# 阿莱泰乌斯
阿莱泰乌斯（英語：Aretaeus of Cappadocia）是2世纪前后罗马帝国统治卡帕多西亚时期的医学著作家，他用希腊语著有《医书》一书。發現糖尿病病人會一直口渴與排尿，人體好似個篩子，因此病命名為「diabetes」，希臘文的意思是「篩」。